# Verde persiano
A destra è mostrato il colore verde persiano.
Tale colore prende il proprio nome dal colore delle ceramiche persiane ed è una rappresentazione del colore del minerale malachite. È un colore molto diffuso in Iran, perché simbolo dell'islam.
Il primo uso del nome "verde persiano" per indicare tale tonalità di verde è stato fatto nel 1892.